# Photinia cucphuongensis
Photinia cucphuongensis är en rosväxtart som beskrevs av Nguyen Tien Hiep och G.P. Yakovlev. Photinia cucphuongensis ingår i släktet Photinia och familjen rosväxter. Inga underarter finns listade i Catalogue of Life.